# Pseudagoliinus tonderae
Pseudagoliinus tonderae är en skalbaggsart som beskrevs av S. Endrödi 1980. Pseudagoliinus tonderae ingår i släktet Pseudagoliinus och familjen Aphodiidae. Inga underarter finns listade i Catalogue of Life.